# 縞鋼板

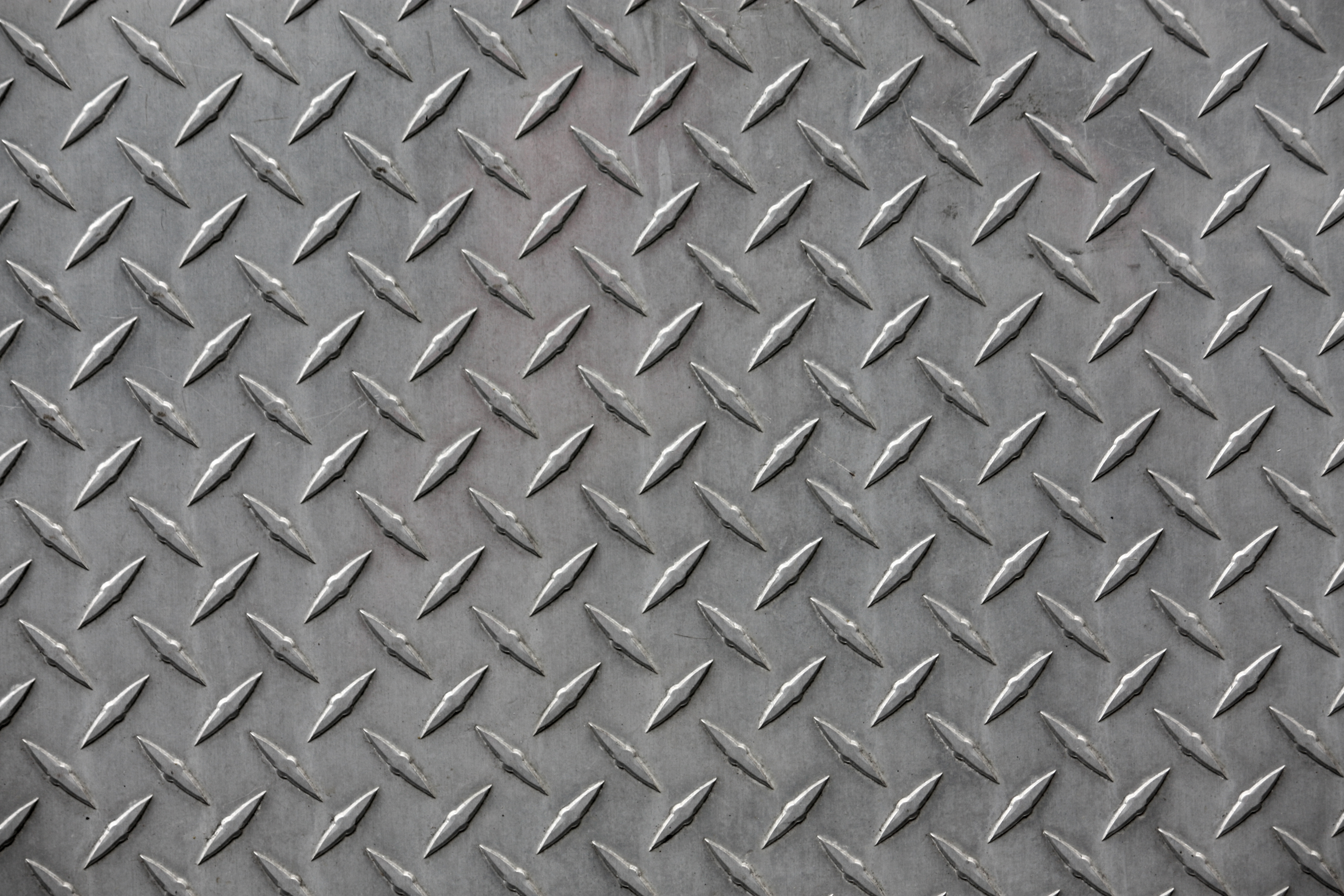

縞鋼板（しまこうはん）は、鉄鋼製品の一つで、圧延によって表面に連続した滑り止め用の突起を付けた鋼板を指す。しばしばチェッカープレートあるいは単に縞板（しまいた）と呼ばれる。なお縞板には、正確にはアルミニウムやチタンなどで製造された製品も存在するが、市場で単に「縞板」と言えば炭素鋼熱間圧延鋼板(熱延鋼板)の物を指し、それ以外の材料の場合は、「○○縞板」と呼んで区別している。ここでも特記ない限りは炭素鋼熱延鋼板の縞鋼板について述べる。

## 形状と製法
熱延鋼板の表面に互い違いに格子状の小さな突起（リブ）が、連続して付いている。これは圧延時の仕上げ圧延ロールに模様付きの専用の物をセットすることで形付けられており、鋼板に後からプレスしてリブをつけた製品は、現在ではほとんど見られない。表面はいわゆる「圧延まま（黒皮）」の状態であり、酸洗処理は行わない（黒皮の方が耐食性に優れているため）。
現在ではほとんど全てが薄板(熱間圧延)ラインで製造されている。製造時は鋼帯（コイル）であるが、メーカーからの出荷時には定尺に切断された鋼板（シート）に加工されていることが多い（一部の流通業者では、コイルのままメーカーから仕入れて、自社で切断しているケースもある）。極厚の製品は厚板ラインで製造されることもあるが、市場に出回ることはほとんどない。
リブの形状や配列は各社によって微妙に異なるが、性能に有意な差は認められない。なお、リブの配列は概ね各社ともリブ一山単位のパターンをなしているが、JFEスチールの炭素鋼製品のみは、リブ三山単位のパターンになっており、素人でも見ただけで製造元を判別できる。これは、旧川崎製鉄の製品の名残であり、「川」の文字をイメージした模様だと言われている。
多少の耐食性が求められる場合は、後から溶融亜鉛めっき処理を施すことがある。これを製造メーカーが行うことはまれで、大半は流通業者がめっき業者に加工委託している。特殊な環境で使用するなど、高度な耐食性が必要とされる場合は、ステンレス鋼あるいは他の金属で製造された縞板を用いることになる。

## 規格など
日本工業規格（JIS）には縞鋼板そのものの規格は存在せず、鋼板の表面性状の単なる違いとしてみなされている。このため、一般には突起部を除いた寸法許容差としてJIS G 3193（熱間圧延鋼板及び鋼帯の形状、寸法、質量及びその許容差）が用いられる。また、成分・強度に関しては基本的に保証がないが、特に求められる場合はJIS G 3101（一般構造用圧延鋼材）を保証値とするのが一般的である。製造メーカーによってはこの他の素材規格を用意しているところもある。
なお、ステンレス鋼製の縞板も、少量ではあるが一般に流通している。こちらは（用途が特殊なこともあり=次項参照）SUS304としての成分値・強度が保証されている。寸法許容差はJIS G 4304（熱間圧延ステンレス鋼板及び鋼帯）を保証値とするのが一般的である。これ以外の規格のステンレス縞板も存在するが、ごく少量であり、ここでは省略する。

## 用途
表面にリブが付いていることから、良好な滑り止め性能が期待できるため、多様な分野に用いられている。たとえば、
- 各種建築物・工場の床面・通路・階段など
- バス・トラック・特殊車両・鉄道車両などの床・ステップなど
- 船舶の甲板・デッキ・階段など
- 工事現場の仮設敷板など
- 一般道路の側溝の蓋、段差解消用のスロープ材など

また、単純なパターンの連続はそれなりの意匠性を持つため、簡易構造物の壁面に使用されることもある。
これらのうち、特に化学工場や食品工場では、かなりの耐食性・清潔性が求められることから、ステンレス縞板を用いられることが多い。

## 注文・流通について
ほとんど全てが、いわゆる店売りとして鉄鋼流通業者を通じて販売されている。通常の建材系鉄鋼流通業者でも購入可能だが、全国的な規模の縞板専門の流通業者もいくつか存在する。基本的には定尺品の在庫販売であり、定尺とは異なる幅・長さを希望する場合は、加工費用と歩留損コストが別途付加される。また、板厚は数サイズのみが常時流通しており、それ以外の板厚を希望する場合は、製造メーカーでの新規圧延となるため、割高となるほか、受注ロット制約も存在するので、設計時に十分注意する必要がある。メーカーに新規圧延を依頼する場合、通常では2ヶ月程度の納期がかかる。
一部のホームセンターでも販売があるため、品揃えはかなり制約されるものの、一般市民でも購入可能。大半では小切加工も受け付けているので、極小ロットの場合はこちらを利用する方がよい。
特に指定しない限り、製品にミルシートは添付されない（メーカーとしての保証が存在しないため=「ムキ(無規格)品」）。用途によってミルシートが必要な場合は、事前に流通業者に対してその旨を申し入れる必要がある（若干割高になる）。ただし、ミルシート付きの製品の流通在庫はそれほど多くないため、大量の注文や安定供給を求める場合は、紐付き契約を検討することが望ましい。なお、ステンレス縞板に関しては、製造ロット毎にミルシートが添付されるのが一般的である。